# 윤비
윤비(YunB, 본명: 명윤백, 1992년 4월 15일 ~ )는 대한민국의 래퍼이다. 소속 레이블은 하이라이트 레코즈이다.

## 어린 시절
미국에서 태어나 어린 시절을 보냈으며 대한민국에서 초등학교와 중학교 과정을 졸업했다. 미국으로 돌아간 이후에 고등학교에 재학했고 뉴욕 대학교 철학과 학사 과정을 졸업하게 된다. 미국 뉴욕에서 직장 생활을 하면서 음악 활동을 병행했고 나중에 하이라이트 레코즈에 합류하게 된다.

## 출연
《Show Me The Money 6》에서는 3차 예선에서 탈락했고 《Show Me The Money 777》에서는 음원 미션에서 탈락했다. 《Show Me The Money 8》에서는 영비를 상대로 크루 디스 배틀을 펼쳤으나 크루 리벤지 배틀에서 영비에게 패배하면서 탈락했다.